# Ciclisme als Jocs Olímpics d'estiu de 1896 - 12 hores homes
La cursa de les 12 hores en pista masculina fou la darrera prova disputada de la competició de ciclisme dels Jocs Olímpics de 1896, començant a les 5 del matí del 12 d'abril de 1896 i finalitzant a les 5 de la tarda.
Set atletes començaren la cursa, tot i que quatre d'ells l'abandonaven abans de migdia i un cinquè ho feia a la tarda. Schmal ben aviat va doblar la resta dels ciclistes i a partir d'aquell moment va controlar la cursa fins a aconseguir la victòria.

## Medallistes
| Or           | Plata         | Bronze       |
| Adolf Schmal | Frank Keeping | no s'entrega |

## Resultats
| Posició | Ciclista                 | Temps                 |
| ------- | ------------------------ | --------------------- |
| Or      | Adolf Schmal             | 314,997 km            |
| Argent  | Frank Keeping            | 314,664 km            |
| -       | Georgios Paraskevópulos  | DNF                   |
| -       | Nikos Loverdos           | retirat a les 3 hores |
| -       | A. Trifiatis-Tripiaris   | retirat a les 3 hores |
| -       | Joseph Welzenbacher      | retirat a les 3 hores |
| -       | Konstandinos Konstandinu | retirat a les 3 hores |

DNF: No finalitza la cursa